# Burn rate
El burn rate es un término usado en economía para referirse al ritmo con el que una empresa consume su capital. Se suele medir en meses y utilizarse principalmente para startups. Por ejemplo, "el burn rate de la empresa es actualmente de 65.000 dólares al mes". En este sentido, la palabra "burn" (quemar en inglés) es un término sinónimo de flujo de caja negativo. También es una medida de qué tan rápido una empresa consumirá su capital social.  Si el capital social se agota, la empresa tendrá que empezar a obtener beneficios, buscar financiación adicional o cerrar.
El término burn rate también puede referirse a cómo de rápido las personas gastan su dinero, en particular sus ingresos disponibles . Por ejemplo, Mackenzie Investments encargó una prueba para evaluar el comportamiento de los canadienses respecto al gasto y al ahorro para determinar si son "derrochadores". 